# Puffinus
A Puffinus a madarak (Aves) osztályának viharmadár-alakúak (Procellariiformes) rendjébe, ezen belül a viharmadárfélék (Procellariidae) családjába tartozó nem.

## Rendszerezés
A Puffinus-fajok rendszerezése és a fajok száma rendszerezőtől és forrástól függően különböző. Hagyományosan ezeket a madarakat a Procellaria- és a Calonectris-fajokkal tették egy csoportba. Azonban az újabb kutatások szerint maga a Puffinus nevű madárnem egy parafiletikus csoport, azaz a csoport tagjai visszavezethetők egy közös ősre, viszont a csoport maga nem tartalmazza annak a bizonyos legközelebbi közös ősnek az összes leszármazottját. Így tehát a szóban forgó tengeri madarak, legalábbis részben közel állnak a Calonectris madarakkal; továbbá kládot alkotnak a Pseudobulweria-fajokkal és a monotipikus kergueleni hojszával (Aphrodroma brevirostris) (korábban a két utóbbi madártaxont a viharmadarak (Pterodroma) közé sorolták). E bonyolult rendszerezésnek a következtében a Puffinus madárnemet két alnemre vagy alcsoportra osztották: a Puffinus-ra és a Neonectris-re; ha az utóbbi alnem vagy alcsoport elnyeri a saját nemi rangját, akkor Ardenna-ra fogják átnevezni. 2004-ben az Ardenna nevű taxon nemi szintre emelése és önállósítása megtörtént; manapság 7 fajt foglal magába.
Amíg tisztázódik a Puffinus madárnem rendszertani besorolásáról szóló vita és a fajok megkapják a végső helyüket a viharmadárfélék családfáján, addig ezt a nemet a rokon kergueleni hojszával (Aphrodroma brevirostris), valamint a Calonectris- és a Pseudobulweria-fajokkal együtt, egyes rendszerezők a viharmadárfélék családján belül egy külön csoportba, az úgynevezett vészmadarakba gyűjtik össze.
A korábbi rendszerezés szerint a nembe 2 alcsoport/alnem tartozott, mely 26 élő fajt és 18 fosszilis faj foglalt magába. Manapság ennek a madárnemnek már csak egy csoportja és 19 élő faja van - ezek a kisméretű madarak inkább a Calonectris-fajokkal állnak közelebbi rokonságban:
- kis vészmadár (Puffinus assimilis) Gould, 1838[6]
- Townsend-vészmadár (Puffinus auricularis) Townsend, 1890[7]
- Puffinus bailloni (Bonaparte, 1857)[8]
- Bannerman-vészmadár (Puffinus bannermani) (Mathews & Iredale, 1915)[9]
- Puffinus baroli Bonaparte, 1857[10]
- Boyd-vészmadár (Puffinus boydi) Mathews, 1912
- Puffinus bryani Pyle, Welch & Fleischer, 2011[11]
- csapdosó vészmadár (Puffinus gavia) (Forster, 1844)[12]
- Salamon-szigeteki vészmadár (Puffinus heinrothi) Reichenow, 1919[13]
- Hutton-vészmadár (Puffinus huttoni) Matthews, 1912[14]
- Audubon-vészmadár (Puffinus lherminieri) Lesson, 1839[15]
- baleári vészmadár (Puffinus mauretanicus) P.R. Lowe, 1921[16]
- karácsony-szigeteki vészmadár (Puffinus nativitatis) Streets, 1877[17]
- Puffinus newelli Henshaw, 1900[18]
- Puffinus opisthomelas Coues, 1864[19]
- perzsa vészmadár (Puffinus persicus) (Hume, 1872)[20]
- atlanti vészmadár (Puffinus puffinus) (Brünnich, 1764)[21]
- Puffinus subalaris Ridgway, 1897[22]
- bukdosó vészmadár (Puffinus yelkouan) (Acerbi, 1827)[23]

### Fosszilis fajok
A fenti 19 élő faj mellett, a fent említett átsorolások következtében már csak az alábbi 7 fosszilis faj tartozik ide:
- †Puffinus sp. - Menorca-szigetén találták meg; meglehet, hogy nem önálló faj, hanem a mai fajok régen kihalt állományait képviseli
- †Puffinus holeae Walker, Wragg & Harrison 1990[24] - holocén; Kanári-szigetek
- †Puffinus nestori Alcover, 1989[25] - késő pliocén - kora pleisztocén; Ibiza
- †Puffinus olsoni McMinn, Jaume & Alcover, 1990 - holocén; Kanári-szigetek[26]
- †Puffinus parvus - nem önálló faj, hanem a Puffinus boydi kihalt állományait képviseli
- †Puffinus spelaeus Holdaway & Worthy, 1994 - holocén; Új-Zéland déli szigete[27]
- †Puffinus tedfordi - pleisztocén; Észak-Amerika nyugati partja
- Bizonytalan helyzetűek
  - †?Puffinus raemdonckii - kora oligocén; Belgium - korábban Larus-fajként tartották számon
  - †Puffinus micraulax - kora miocén; Florida - talán a Puffinus csoportba tartozik
  - †Puffinus sp. - kora miocén; Calvert megye, Maryland[28]
  - †Puffinus sp. - kora pliocén; Dél-Afrika[29]
  - †Puffinus felthami - pleisztocén; Észak-Amerika nyugati partja
  - †Puffinus kanakoffi - pleisztocén; Észak-Amerika nyugati partja

A Franciaországból származó kora miocén kori „Puffinus” arvernensis-t, manapság az albatroszfélék (Diomedeidae) egyik ősi alakjának vélik; és áthelyezték a fosszilis Plotornis nevű madárnembe.

### Fordítás
- Ez a szócikk részben vagy egészben  a   Puffinus című angol Wikipédia-szócikk ezen változatának fordításán alapul.  Az eredeti cikk szerkesztőit annak laptörténete sorolja fel. Ez a jelzés csupán a megfogalmazás eredetét és a szerzői jogokat jelzi, nem szolgál a cikkben szereplő információk forrásmegjelöléseként.